# 曼萨诺拉 (科罗拉多州)
曼萨诺拉（英語：Manzanola），是美国科罗拉多州奥特罗县下属的一座城市。建市于1900年7月9日，面积大约为0.276平方英里（0.716平方公里）。根据2010年美国人口普查，该市有人口434人。2011年估计该市有人口436人，相比2010年人口增长率为0.46%。同时，论人口该市是科罗拉多州第201大城市。